# عبد الكريم الكحلوت
ولد العلامة الشيخ عبد الكريم الكحلوت «البصير بقلبه» في قرية نعليا في 15/12/1935، وهاجر مع أسرته إلى غزة عندما وقعت النكبة عام 1948.
أنهى علومه الدراسية في المعاهد الأزهرية بمصر عام 1960، وحصل على ليسانس الشريعة والقانون من الأزهر عام 1966. تتلمذ على أيدي علماء الأزهر أمثال الشيخ محمود وفا، الشيخ أحمد عبد القادر الماوي، الشيخ الساكت، الشيخ محمود شهدة، الشيخ محمد ضيف الله.. وغيرهم.
عين عام 1971 مدرساً بالمعهد الديني الأزهر بغزة لمـدة 23 سنة، واختير خلالها موجهاً للمواد الشرعية واللغوية بالمعهد الديني لمدة 8 سنوات، وكان أميناً للجنة الفتوى بالمعهد لمدة 10 سنوات، واختير عضواً في لجنة اختيار المدرسين للمعهد لمدة 15 سنة، وفي عام 1978 عين مدرساً بالجامعة الإسلامية بغزة لمدة ثمانية عشر عاماً حتى عام 1996، واختير مقرراً للجنة المناهج في الكلية الشرعية بالجامعة الإسلامية، كما عمل في عام 1994 مدرساً بجامعة الأزهر بغزة لمدة أربعة أعوام، وعمل إماماً وخطيباً وواعظاً بوزارة الأوقاف منذ عام 1967 إلى يومنا هذا، واختير عضواً في لجنة تعيين أئمة المساجد والوعاظ والخطباء بوزارة الأوقاف، وتخصص في تدريس الكثير من المواضيع الدينية ومنها: (البلاغة – الأدب – الفقه – الحديث - التفسير – المواريث – أدب البحث والمناظرة – تفسير آيات الأحكام – أحاديث الأحكام – تاريخ التشريع – النحو)، وأصدر خلال هذه الفترة الكثير من النشرات والمقالات والكتيبات والكتب في المواضيع الدينية المختلفة ومنها: (الحج والعمرة - الصيام - التفسير: سورة الحجرات، سورة الكهف - علوم البلاغة).
تخرج على يديه المئات من الطلبة والطالبات في مختلف التخصصات، فمنهم علماء الدين، الأطباء، المهندسون، المدرسون والأكاديميون الذين زخرت بهم الجامعة الإسلامية وجامعة الأزهر، ومختلف مرافق الحياة، بالإضافة إلى مئات الخريجين من الجنسين الذين يعملون في الأقطار العربية.
منذ نشأة كلية الدعوة عام 2004 عمل محاضراً فيها، وفي عام 2005 عُين عميداً للمعاهد الأزهرية بفلسطين بموجب مرسوم رئاسي صادر عن الرئيس الراحل ياسر عرفات عام 2005، كما تقلد الشيخ وظيفة الإفتاء، فعين مفتياً لمحافظة غزة خلال الفترة (1994-2006)، وأثبت من خلال هذا الموقع جدارة العالم المدرك، فكان أعلم أهل فلسطين بالحلال والحرام، وكان بهذا الاعتبار عضواً في مجلس الفتوى الأعلى بفلسطين منذ عام 1994 حتى وفاته.

## وفاته
توفي مساء يوم الاثنين 24 ربيع الآخر 1435 هـ الموافق 24/02/2014م فضيلة الشيخ الجليل عبد الكريم الكحلوت مفتي غزه الشرعي في بيته, بعد صراع طويل مع المرض عن عمر يناهز 78 عاماً، حيث شيع جثمان الشيخ الكحلوت بعد ظهر الثلاثاء من المسجد العمري الكبير وسط مدينة غزة.